# Edwin Van Fraechem
Edwin Van Fraechem (1940) is een voormalig Vlaams rechter en voorzitter van het hof van assisen in Antwerpen. Van Fraechem zat in zijn carrière 52 assisenzaken voor waaronder de zaak Van Noppen.
Tegenwoordig is Van Fraechem vaak te gast in actualiteitsprogramma's om uitleg te geven over de werking van het Belgische gerecht. Hij schreef in die optiek ook het boek Een rechter spreekt, waarin hij in een heldere en verstaanbare taal de werking van het gerecht wil verduidelijken. Voor die pogingen ontving hij in 2004 de Wablieft-prijs.